# Marco Pichlmayer
Marco Pichlmayer (Bad Aussee, 27 luglio 1987) è un ex combinatista nordico austriaco.

## Biografia
In Coppa del Mondo di combinata nordica ha esordito il 4 marzo 2006 a Lahti (28°) e ha ottenuto il primo podio il 24 gennaio 2010 a Schonach (3°).
In carriera ha preso parte a un'edizione dei Campionati mondiali, Liberec 2009 (18° nel trampolino lungo).

## Palmarès

### Mondiali juniores
- 3 medaglie:
  - 1 oro (gara a squadre a Tarvisio 2007)
  - 2 argenti (gara a squadre a Kranj 2006; individuale a Tarvisio 2007)

### Coppa del Mondo
- Miglior piazzamento in classifica generale: 36º nel 2009
- 2 podi (entrambi a squadre):
  - 2 terzi posti